# Castries (Sainte-Lucie)
Pour les articles homonymes, voir Castries.
Castries est la capitale de Sainte-Lucie. 
Principale ville du pays, elle est un centre commercial important, et son port est l'un des plus importants des Antilles. 
Son nom vient de Charles Eugène Gabriel de La Croix, marquis de Castries.
La ville de Castries compte 12 904 habitants (estimation en 2006).

## Économie
Le gouvernement y siège, ainsi que des bureaux importants du commerce local et international. Elle possède un plan hippodamien et un port sécurisé qui reçoit des bateaux de marchandises mais aussi des ferrys et des paquebots de croisière.
Le principal bureau de poste de Sainte-Lucie est situé à Castries. Du fait de la non-utilisation des adresses postales standard par rues, la majorité du courrier destiné à l'île est envoyée aux boîtes postales du bureau de poste.

## Histoire
Castries fut fondée par les Français en 1650.
Elle doit son nom actuel au ministre de la Marine Charles Eugène Gabriel de La Croix, marquis de Castries, qui, en 1783, par le traité de Versailles, rendit provisoirement Sainte-Lucie à la France. 

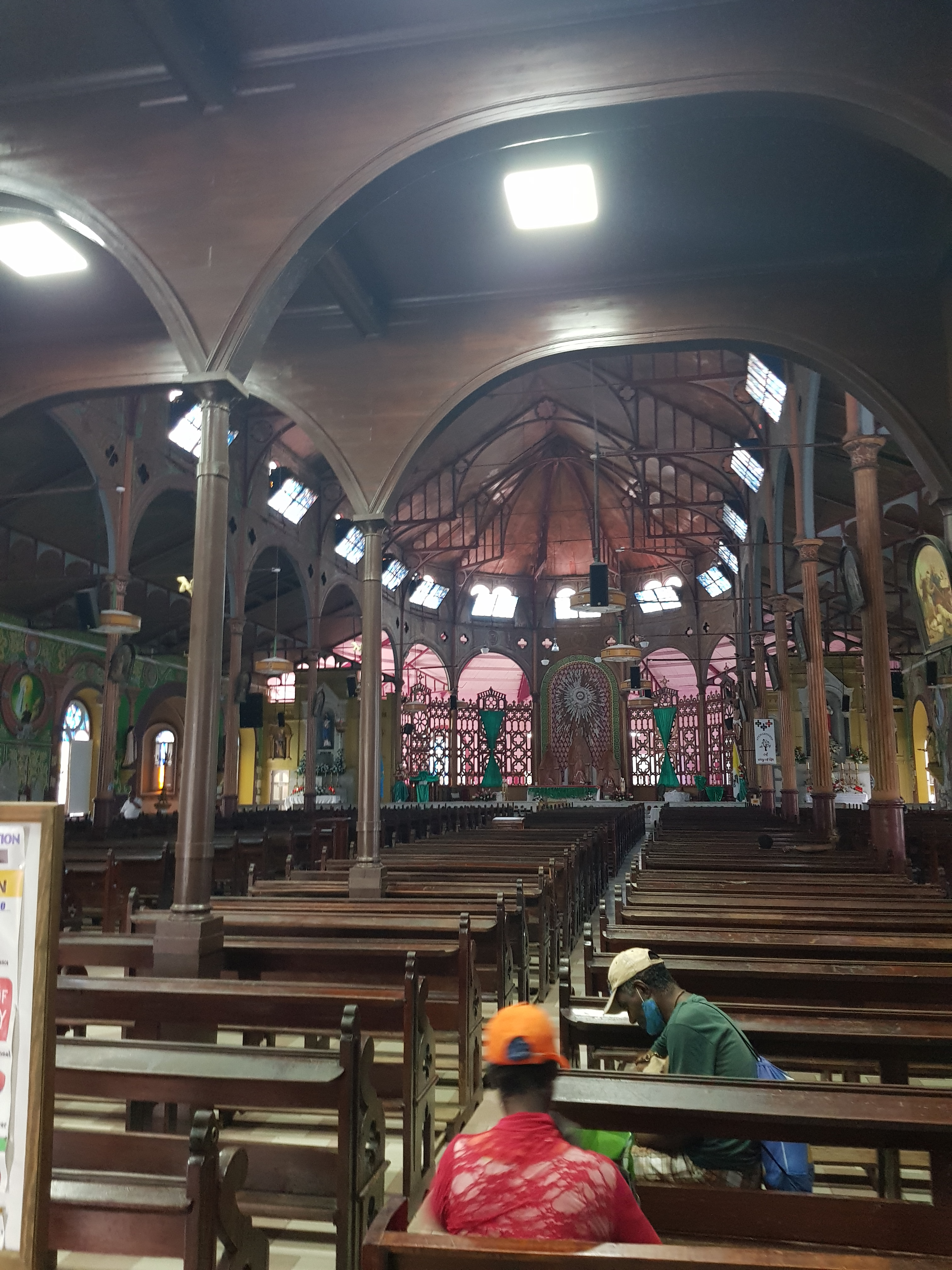
Intérieur de la basilique de Castries.
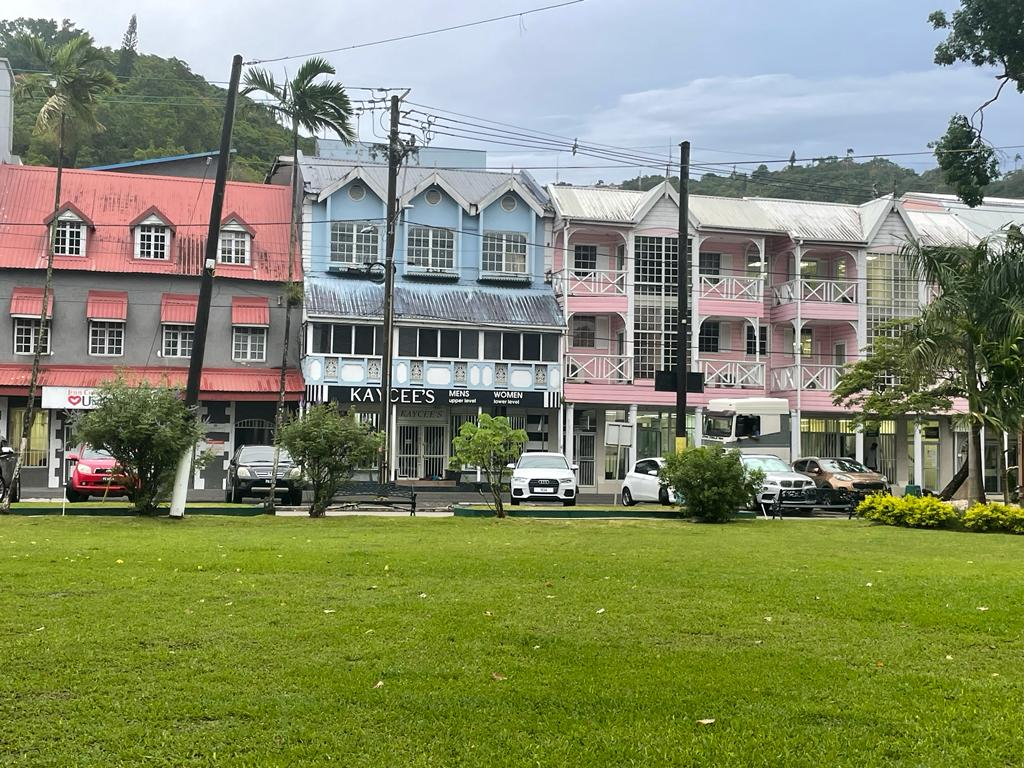
Place centrale de Castries.
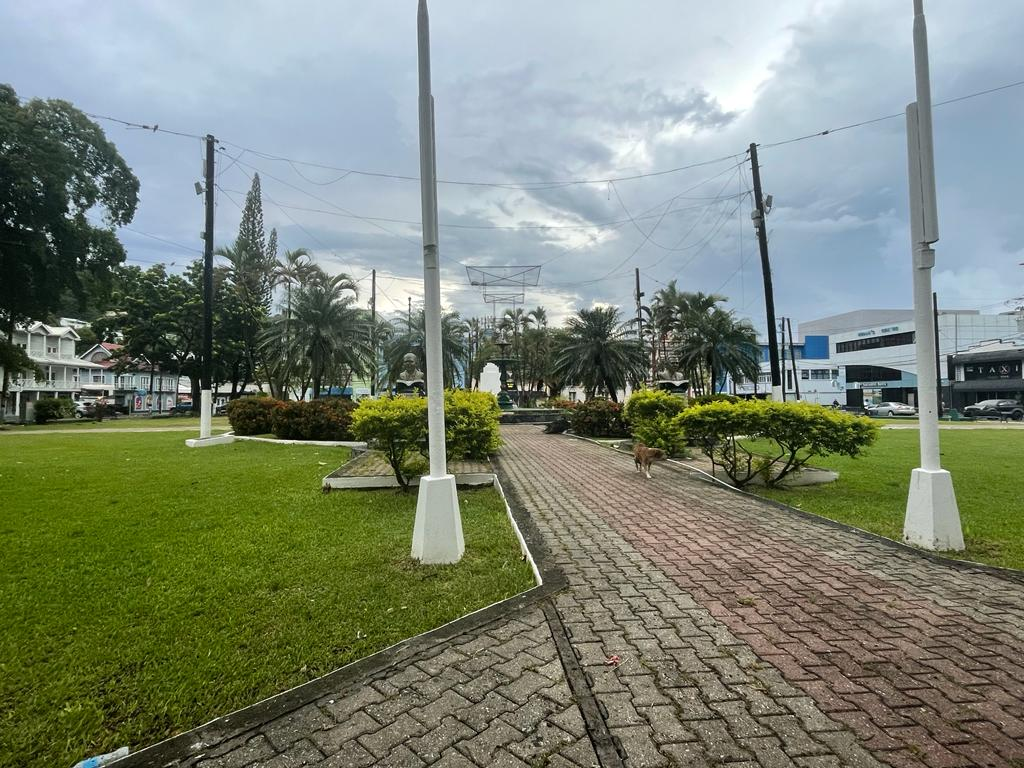
Square de Castries.

## Religion
- Archidiocèse de Castries
- Basilique-cathédrale de l'Immaculée-Conception de Castries

## Personnalités célèbres nées à Castries
- Michel Jacques François Achard (1778-1865), général des armées de la République française et du Premier Empire, né à Castries, mort à Paris.
- Arthur Lewis (1915-1991), prix « Nobel d'économie » 1979.
- Derek Walcott (1930-2017), écrivain et Prix Nobel de littérature 1992.
- Kelvin Edward Felix (1933-2024), prélat catholique dominiquais, archevêque de Castries de 1981 à 2008, mort à Castries.
- Emile Ford (1937-2017), chanteur pop britannique.
- Vincent Mc Doom (1965-), jet-setteur français.